# Stäudlin-Hornenberg
Das Naturschutzgebiet Stäudlin-Hornenberg liegt auf dem Gebiet der Gemeinde Immendingen im Landkreis Tuttlingen in Baden-Württemberg.
Das Gebiet erstreckt sich  westlich und nordwestlich von Zimmern, einem Ortsteil von Immendingen. Südlich des Gebietes verläuft die B 311 und fließt die Donau.

## Bedeutung
Das rund 63 ha große Gebiet steht seit dem 2. Dezember 2002 unter der Kenn-Nummer 3.263 unter Naturschutz. Es handelt sich um einen Hangabschnitt mit schützenswerten Grünlandgesellschaften, Gebüschen, Säumen, Waldrändern und Waldgebieten – ein Lebensraum für eine Vielzahl seltener zum Teil stark gefährdeter Tier- und Pflanzenarten.